# Phrynocephalus theobaldi
Espèce
Synonymes
- Phrynocephalus stolickai Steindachner, 1867
- Phrynocephalus caudivolvulus Anderson, 1872
- Phrynocephalus vlangalii var. lidskii Bedriaga, 1909
- Phrynocephalus alticola Peters, 1984
- Phrynocephalus zetangensis Wang, Zeng & Wu, 1996
- Phrynocephalus theobaldi orientalis Wang, Papenfuss & Zeng, 1999
- Phrynocephalus theobaldi lhasaensis Barabanov, Ananjeva, Papenfuss & Wang, 2002

Statut de conservation UICN

 LC  : Préoccupation mineure
Phrynocephalus theobaldi est une espèce de sauriens de la famille des Agamidae.

## Classification
L'espèce Phrynocephalus theobaldi est décrite en 1863 par le zoologiste anglais Edward Blyth (1810-1873).

### Étymologie
L'épithète spécifique theobaldi honore le naturaliste britannique William Theobald (en)

## Répartition
Cette espèce se rencontre :
- en Inde au Jammu-et-Cachemire ;
- en République populaire de Chine au Xinjiang et au Tibet ;
- au Népal.

### Publication originale
- (en) Edward Blyth, « Report of the curator, zoological department », Journal of the Asiatic Society of Bengal, vol. 32, no 1,‎ 1863, p. 73-90 (lire en ligne).